# 고촌 (미에현 시마군)
고촌(国府村)은 미에현 아고군·시마군에 설치되었던 촌이다. 현재의 시마시에 해당한다.